# Basilique d'Ars
La basilique d'Ars également appelée basilique du Curé d'Ars ou basilique Sainte-Philomène d'Ars dite aussi basilique Saint-Sixte d'Ars-sur-Formans est une basilique située en France sur la commune d'Ars-sur-Formans dans le département de l'Ain en région Auvergne-Rhône-Alpes.
La basilique fait partie du sanctuaire d'Ars. L'ancienne église romane et la basilique ont été classées au titre des monuments historiques le 2 février 1982.

## Historique
La basilique d'Ars fut construite à partir de 1862, à proximité de l'ancienne église romane datant du XIIe siècle. Les travaux furent financés notamment par une loterie dont les deux gros lots étaient le prie-Dieu et la montre du Curé d'Ars, et qui rapporta 100 000 francs.
Elle est placée sous le vocable de sainte Philomène, en l'honneur de laquelle un programme iconographique est élaboré par l'architecte Pierre Bossan, le peintre décorateur Paul Borel et le sculpteur Charles Dufraine. Il semble aussi qu'une partie de la réalisation est due à Louis Sainte-Marie Perrin.
En 1986, le pape Jean-Paul II, lors de sa visite pontificale en France visita Ars-sur-Formans en hommage à son ancien curé.
En 2010, la basilique était le lieu touristique de l'Ain le plus visité, avec plus de 500 000 visiteurs durant l'année.
Le corps du Curé d'Ars est conservé et exposé dans une chasse de la basilique. Son cœur est présenté dans un reliquaire de la chapelle du Cœur située à proximité de la basilique.

## Protection
L'ancienne église romane et la basilique ont été classées au titre des monuments historiques le 2 février 1982.

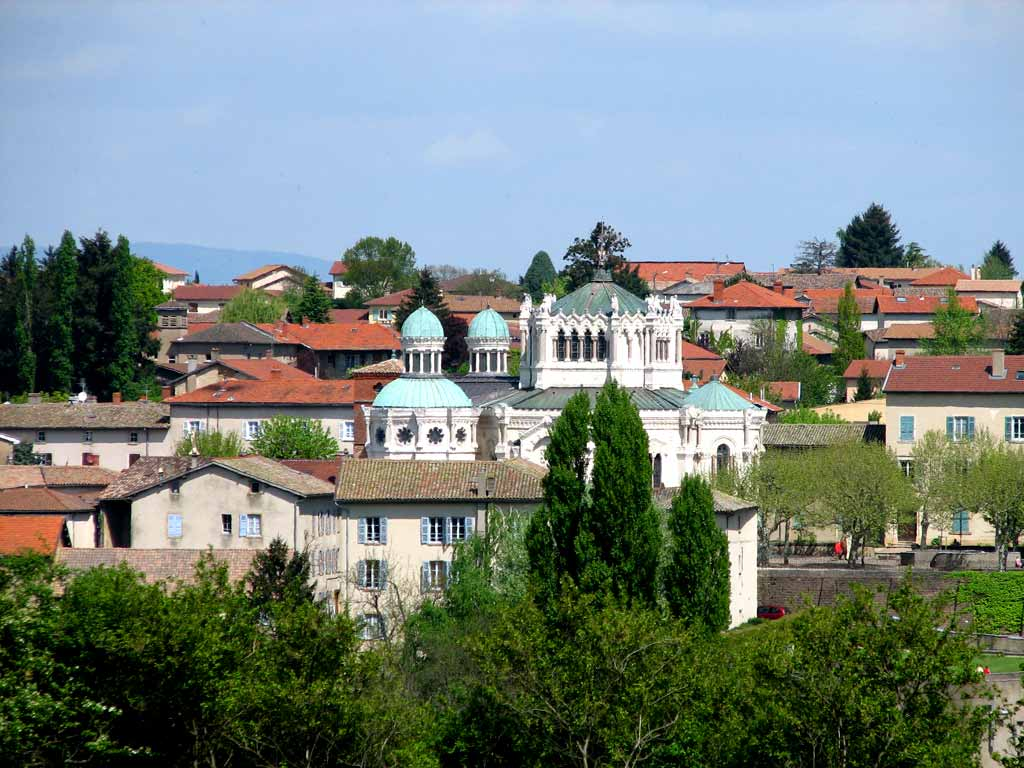
Le site dans la ville.
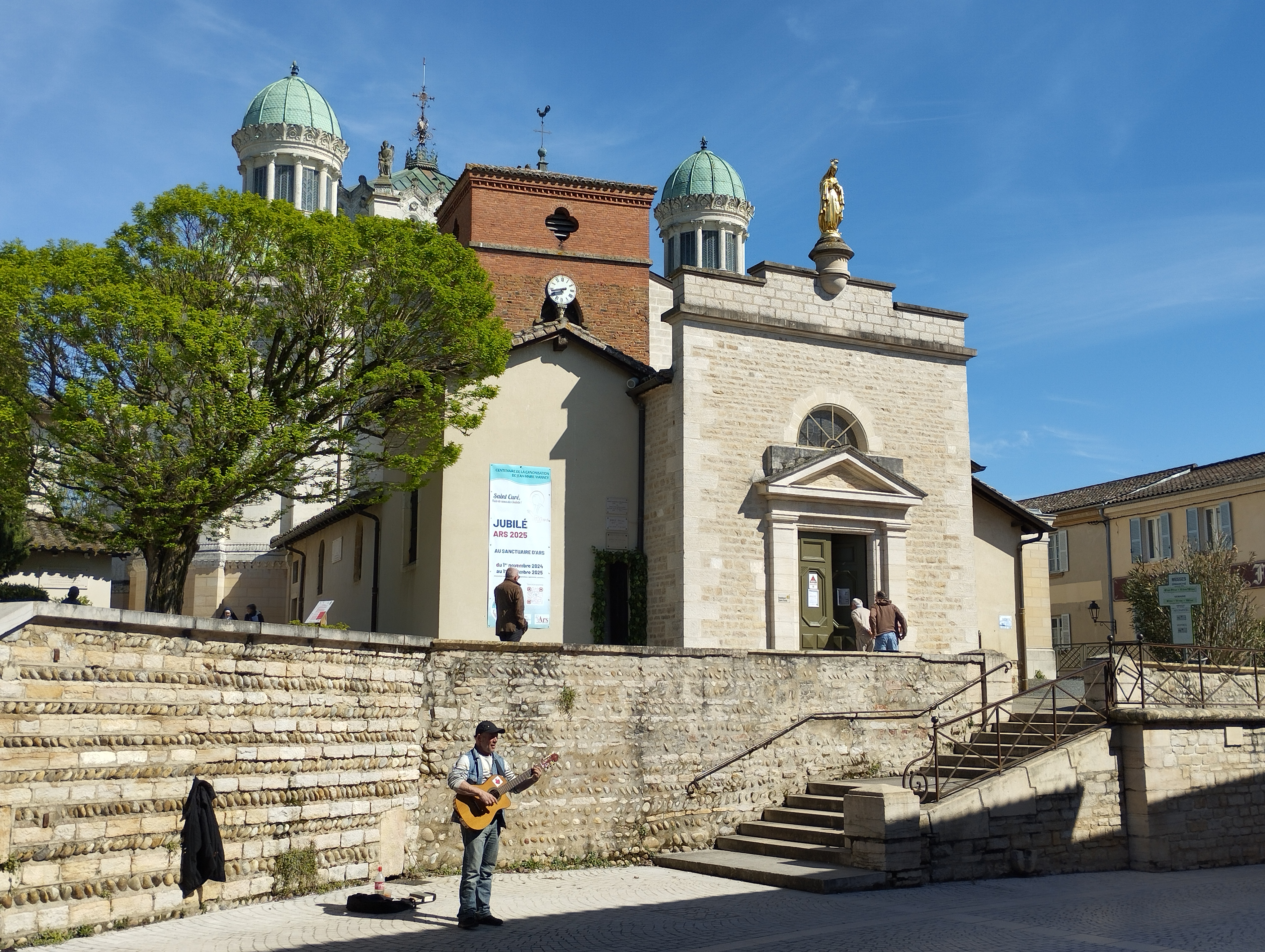
Accès principal à la basilique, en 2025.
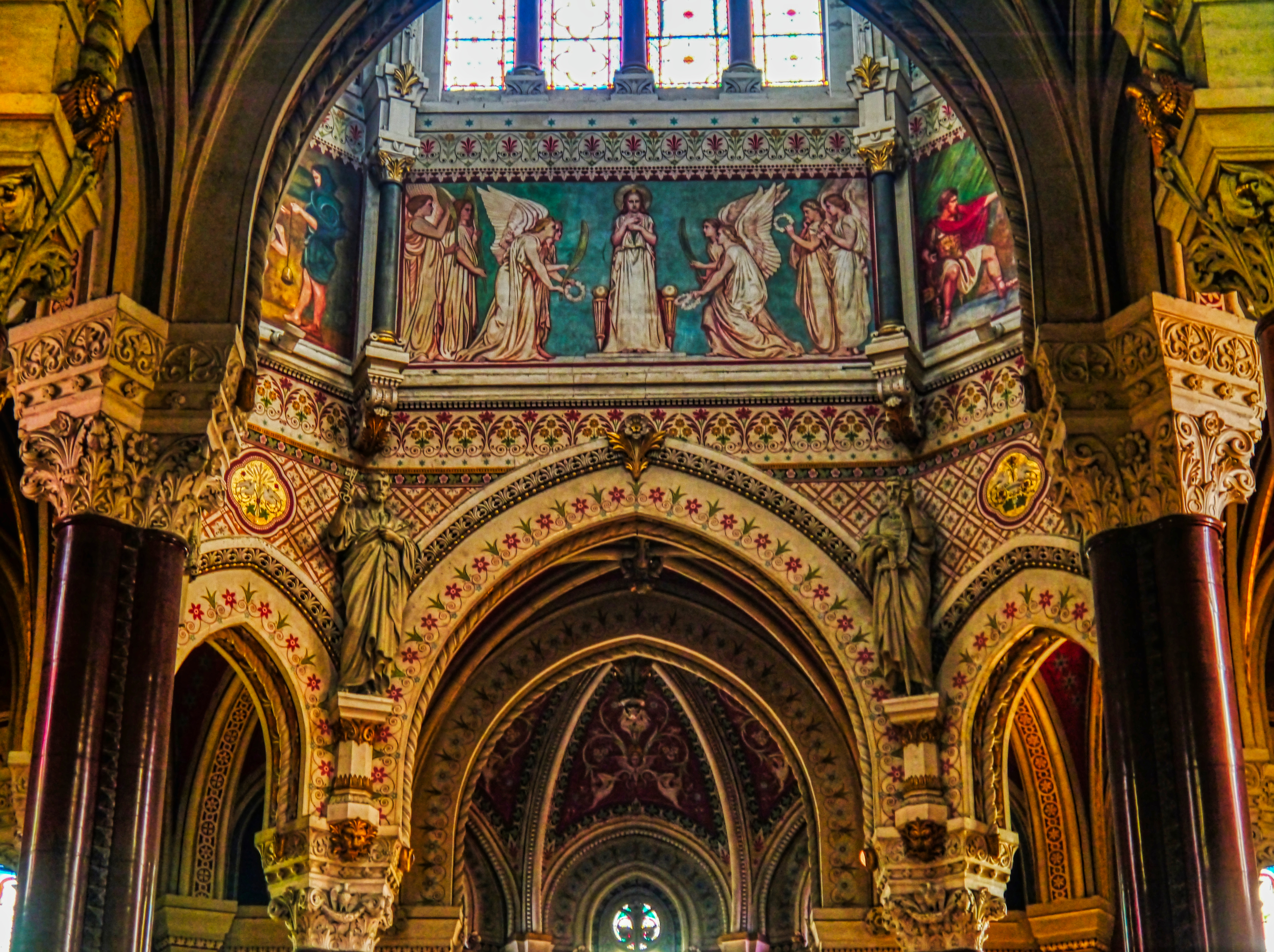
Glorification de sainte Philomène, Paul Borel (1828–1913).
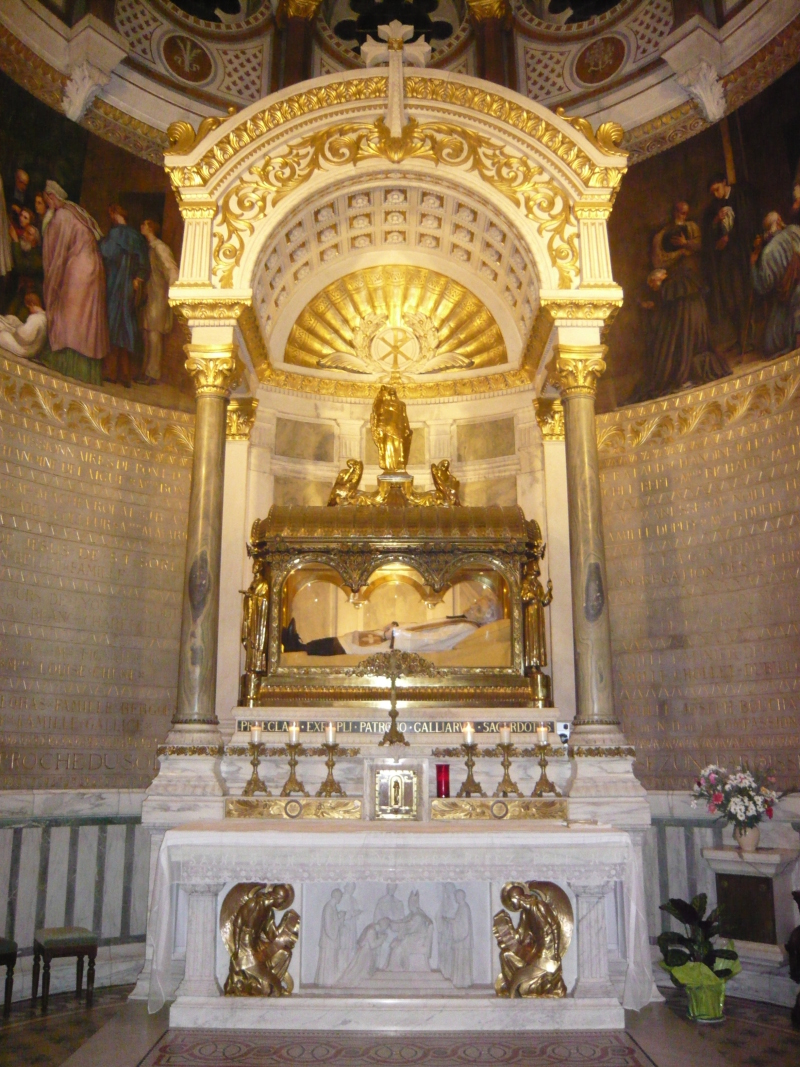
Châsse du saint Curé d'Ars.
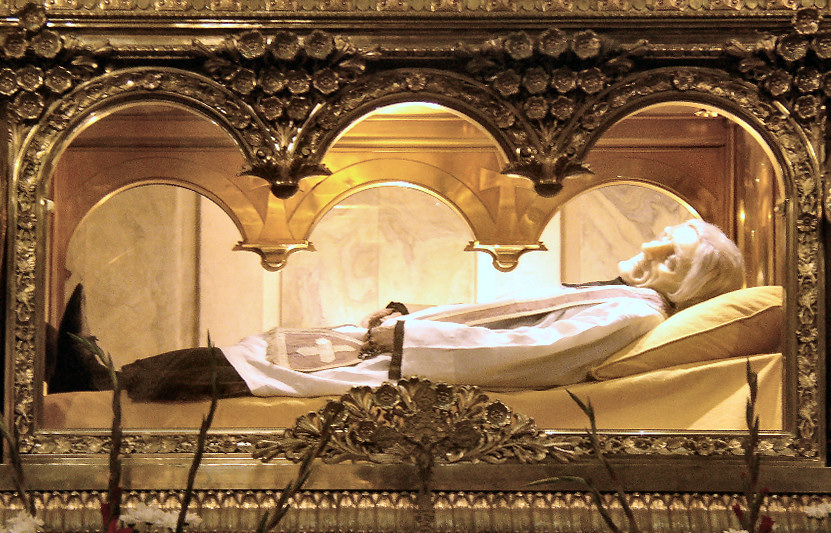
Le corps exposé du saint Curé d'Ars.